# Tadeusz Walasek

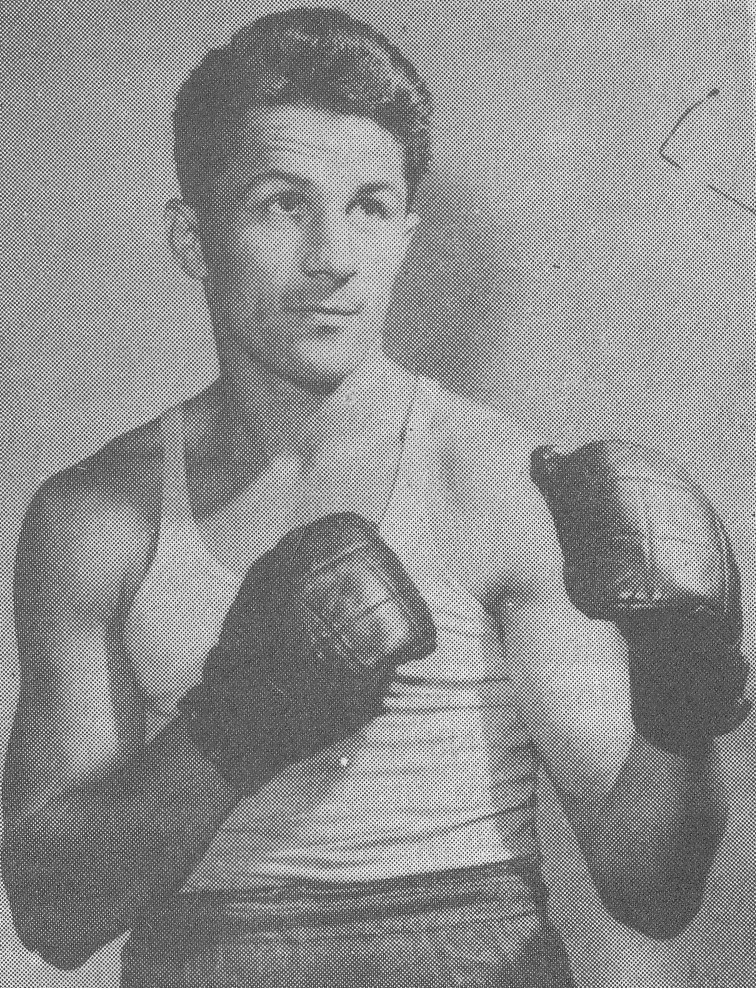
Tadeusz Walasek w latach 60.

Tadeusz Walasek (ur. 15 lipca 1936 w Elżbiecinie, zm. 4 listopada 2011 w Wołominie) – polski bokser, mistrz Europy i dwukrotny medalista olimpijski.

## Życiorys
Był trzykrotnym olimpijczykiem. Na olimpiadzie w Melbourne 1956 wystąpił w wadze półśredniej, ale nie odniósł sukcesu (przegrał pierwszą walkę). Na dwóch następnych igrzyskach walczył w wadze średniej. W Rzymie 1960 zdobył srebrny medal. Cztery lata później w Tokio 1964 zdobył brązowy medal, przegrywając w półfinale z późniejszym mistrzem Walerijem Popienczenko (ZSRR), który zdobył Puchar Vala Barkera dla najlepszego technicznie zawodnika turnieju.
Także trzykrotnie brał udział w mistrzostwach Europy, za każdym razem dochodząc do finału. W Pradze 1957 (w wadze lekkośredniej) i w Lucernie 1959 (w wadze średniej) zdobywał srebrne medale, a w Belgradzie 1961 został mistrzem Europy w wadze średniej.
Siedmiokrotnie zdobywał mistrzostwo Polski (zawsze w wadze średniej), kolejno w latach 1958–1964. W 1956 był wicemistrzem w wadze lekkośredniej.
Wystąpił 32 razy w reprezentacji Polski, wygrywając 28 walk i 4 przegrywając.
Walczył w zespołach Nysy Kłodzko, Sparty Ziębice (trenowany przez szkoleniowca Józefa Sołdryka) i Gwardii Warszawa, w latach (1949–1966).
Stoczył 421 walk, 378 wygrał, 9 zremisował i 34 przegrał.
Po zakończeniu kariery został trenerem (trenował m.in. Jerzego Rybickiego).
W 1996 otrzymał Nagrodę im. Aleksandra Rekszy.
Zmarł 4 listopada 2011 i został pochowany na cmentarzu w Kobyłce.